# George Coyne
Pour les articles homonymes, voir Coyne.
George Vincent Coyne, né le 19 janvier 1933 à Baltimore (Maryland) et mort le 11 février 2020 à Syracuse (État de New York), est un prêtre jésuite américain, astronome, ancien directeur de l'Observatoire du Vatican et responsable du groupe de recherche de l'observatoire basé à l'université de l'Arizona à Tucson.

## Biographie

### Études scientifiques
George Coyne a obtenu un diplôme de bachelier es mathématiques et une licence de philosophie à l'université Fordham, de New York en 1958. Il a effectué une analyse spectrophotométrique de la surface lunaire pour son doctorat d'astronomie à l'université de Georgetown en 1962. Il a passé l'été 1963 à faire des recherches à l'université Harvard, l'été 1964 comme chargé de cours à la National Science Foundation de l'université jésuite de Scranton, et l'été 1965 comme enseignant chercheur, détaché auprès du laboratoire de sélénologie et de planétologie de l'université de l'Arizona (UA LPL).

### Le sacerdoce et les études théologiques
Membre de la Société de Jésus depuis l'âge de dix-huit ans, George Coyne termine une licence de théologie au théologat jésuite de Woodstock dans le Maryland ; il est ordonné prêtre en 1965. Coyne travaille comme professeur détaché à l'université d'Arizona en 1966-1967, puis de nouveau en 1968-1969, après avoir passé l'année 1967-1968 à l'observatoire du Vatican où il a été détaché comme astronome.

### Directeur de l'observatoire du Vatican
George Coyne rejoint l'équipe des astronomes de l'observatoire du Vatican en 1969 avant de revenir en tant que maître assistant au laboratoire de sélénologie et de planétologie de l'université de l'Arizona en 1970. En 1976, il atteint l'échelon supérieur de la catégorie des enseignants chercheurs dans le laboratoire et obtient un poste d'enseignant dans le département d'astronomie de l'université de l'Arizona. L'année suivante il prend les fonctions de l'observatoire Catalina en Arizona et celles de directeur associé du laboratoire de sélénologie et de planétologie de l'université de l'Arizona.
Il est nommé directeur de l'observatoire du Vatican en 1978 et directeur associé de l'observatoire Steward (université de l'Arizona). En 1979-1980, il fait fonction de directeur intérimaire de l'observatoire Steward et chef du département d'astronomie.
En tant que directeur de l'observatoire du Vatican, il a piloté plusieurs projets innovants en matière d'enseignement et de recherche. Il passe cinq mois par an à Tucson comme professeur vacataire dans le département d'astronomie de l'université de l'Arizona. En août 2006, le jésuite argentin José G. Funes lui succède à la tête de l'observatoire du Vatican.